# イアン・ハンリン
イアン・スチュアート・ハンリン (Ian Stuart Hanlin、1986年6月28日 - ) は、カナダの男性声優。元にノバスコシア州・コールハーバー、バンクーバー・ブリティッシュコロンビア州を住む。

## 歴史
- 2010年以来声優キャリアを始めた。
- 2017年以来ケイトリン・ベイストウをデート。

## 出演
- The Little Prince
- GeoFreakZ
- アニメ親子劇場
- レゴ ネックスナイツ
- マイリトルポニー〜トモダチは魔法〜
- レゴ ニンジャゴー (テレビアニメ)
- ベイブレードバースト
- ジョニーテスト
- ソーセージ・パーティー
- ソニックプライム